# Raouf Masaad
Raouf Masaad (även transkriberat Ra'ouf Mus'ad eller Raʾūf Musʻad), född 1938 i Sudan, är en egyptisk författare, bosatt i Nederländerna.
Masaad är av koptiskt ursprung och hans far var anglikansk präst i Sudan. Masaad studerade journalistik i Kairo och blev där involverad i den kommunistiska rörelsen. Han fängslades och hölls internerad i Kharga-oasen mellan 1959 och 1964. Där lärde han känna Sonallah Ibrahim och Abdel Hakim Qasem, och liksom de gjorde han litterär debut i slutet av 1960-talet.
Han reste därefter runt i arabvärlden och Europa som student och journalist, en upplevelse som han berättar om i den självbiografiska romanen Strutsägget (Baydat al-naama 1994, på svenska översatt av Tetz Rooke och Ingvar Rydberg 2001). Han är gift med en nederländska och bor i Nederländerna, men reser ofta till Egypten.